# Catopyrops mysia
Catopyrops mysia är en fjärilsart som beskrevs av Waterhouse och Charles Lyell 1914. Catopyrops mysia ingår i släktet Catopyrops och familjen juvelvingar. Inga underarter finns listade i Catalogue of Life.